# Ткач, Юлия Сергеевна
Юлия Сергеевна Ткач (укр. Юлія Сергіївна Ткач; род. 19 июня 1977, Киев) — украинский хоровой дирижёр, художественный руководитель и главный дирижёр Академического хора имени Платона Майбороды Национальной радиокомпании Украины. Народная артистка Украины (2024).

## Биографические данные
Закончила дирижёрско-хоровой факультет (класс засл. деят. искусств Украины, проф. В. А. Дженкова) и ассистентуру-стажировку (класс Героя Украины, нар. артиста Украины, проф. Е. Г. Савчука) кафедры хорового дирижирования Национальной музыкальной академии Украины им. П. И. Чайковского.
Профессиональную деятельность начала в 1998 году в качестве хормейстера Народной хоровой капеллы Киевского Дома учителя «Свиточ» (руководитель М. Юрченко) и как руководитель Студенческого хора Национального лингвистического университета. Преподавала дирижирование и хоровые дисциплины в Киевском педагогическом колледже им. К. Д. Ушинского (музыкально-педагогическое отделение) и в Киевской средне-специальной музыкальной школе-интернате им. Н. В. Лысенко. 
С 2003 г. — хормейстер, а с 2010 г. — художественный руководитель и главный дирижёр Академического хора им. П. Майбороды Национальной радиокомпании Украины. 
Среди множества фондовых записей Юлии Сергеевны Ткач ею были записаны: хоровой концерт Максима Березовского «Не отвержи мене во время старости», хоровый концерты Д. Бортнянского №3 "Господи, силою Твоею", №4 "Воскликните Господеви вся земля", №15 "Приидите, воспоим людие", Херувимская №7, «Благодарственный молебен» Николая Леонтовича, духовные песнопения П. Чеснокова, А. Архангельского, фрагменты из фолк-оперы И. Шамо «Ятранские игры», обработки украинских народних песен, сочинения современных композиторов А. Гайденко, О. Протопоповой, В. Стеценко и т. д. 
В 2009 году ею выпущен компакт-диск под названием «Академический хор им. П. Майбороды. Дирижирует Ю. Ткач». 
В 2012 году Юлия Ткач защитила кандидатскую диссертацию: "Индивидуальный исполнительский стиль дирижера-хормейстера: теоретический и практический аспекты (на примере Национальной заслуженой академической капели Украины "Думка"). Научный руководитель—доктор искусствоведения, профессор, народный артист Украины Рожок В.И.
Юлия Сергеевна Ткач удостоена звания «Заслуженная артистка Украины».
28 июня 2024 года была удостоена звания «Народная артистка Украины».